# Якушино (Вологодская область)
Якушино — деревня в Великоустюгском районе Вологодской области.
Входит в состав Верхнешарденгского сельского поселения, с точки зрения административно-территориального деления — в Верхнешарденгский сельсовет.
Расстояние по автодороге до районного центра Великого Устюга — 58,5 км, до центра муниципального образования Верхней Шарденьги — 12 км. Ближайшие населённые пункты — Москвин Починок, Истопная, Упирево.